# José Naya
Pour les articles homonymes, voir Naya.
José Naya, né le 25 juillet 1896 et mort le 29 janvier 1977 à l'âge de 80 ans, est un joueur de football international uruguayen.

## Biographie
Il remporte les Jeux olympiques de 1924 avec l'équipe d'Uruguay. En club, il joue pour le Liverpool Montevideo.